# 古劇八種
古劇八種（こげき はっしゅ）は、六代目市川團蔵が撰じた三河屋・市川團蔵家のお家芸。
初代市川團蔵の当たり役といわれるが、仔細は不明。歌舞伎研究家の渥美清太郎は、いくつかの演目は荒事に関するものではないかと推測している。
- 剃立暫（そりたて しばらく）
- 鬼打豆（おにうちまめ）
- 白髪秀郷（しらが ひでさと）
- 張飛（ちょうひ）
- 大森彦七（おおもり ひこしち）
- 輿破り（こし やぶり）
- 景清（かげきよ）
- 青砥（あおと）